# Commercial Lunar Payload Services

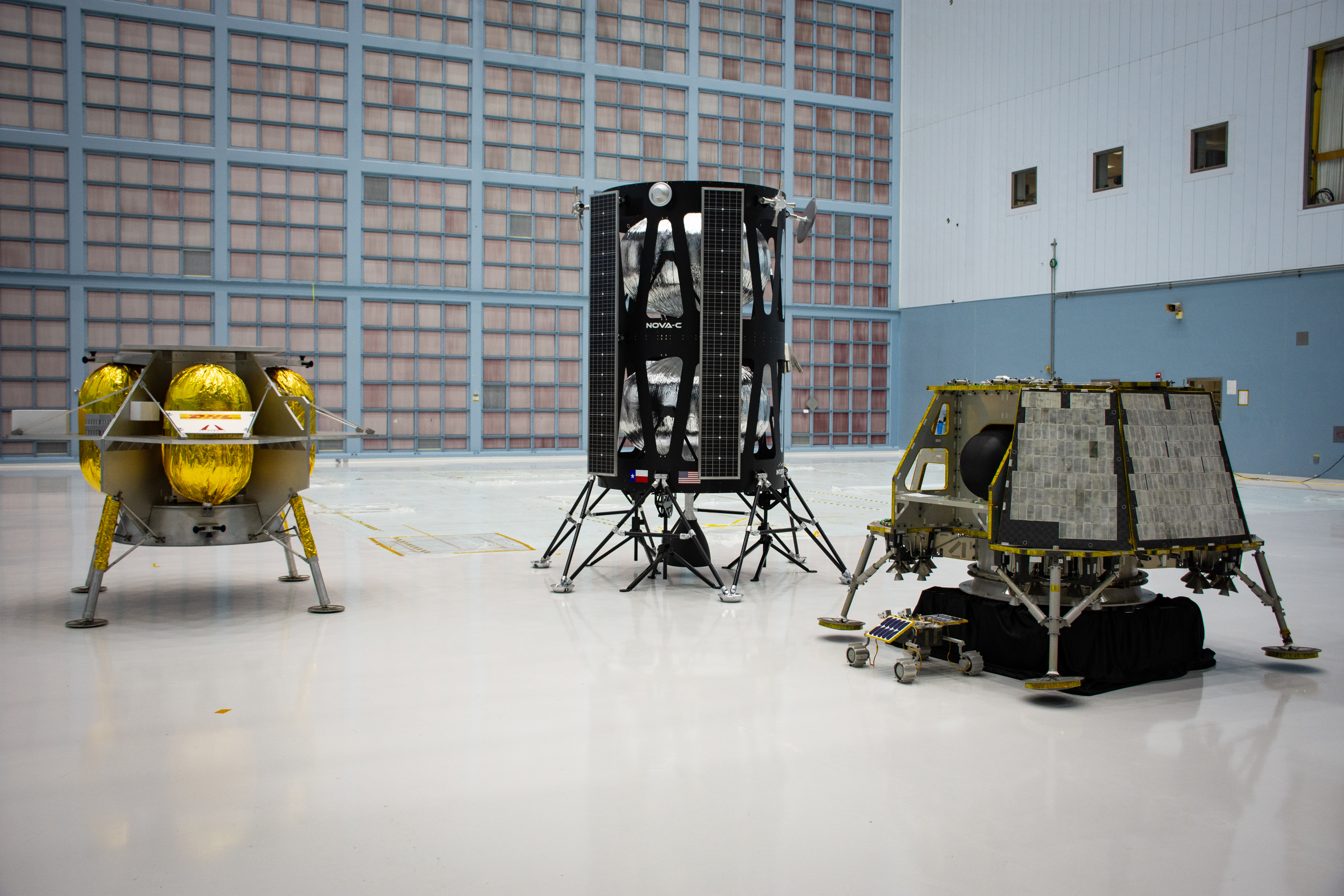
Modelos de los tres módulos comerciales seleccionados para el programa. De izquierda a derecha: Astrobotic Technology, Intuitive Machines y módulos de aterrizaje OrbitBeyond

Commercial Lunar Payload Services o CLPS (en español: Servicios Comerciales de Carga Útil Lunar) es un programa de la NASA para contratar servicios de transporte capaces de enviar pequeños aterrizadores robóticos y vehículos de exploración lunar con los objetivos de exploración, utilización de recursos in situ (ISRU) y ciencia lunar. El objetivo de CLPS es comprar servicios de carga útil de extremo a extremo entre la Tierra y la superficie lunar mediante contratos de precio fijo.
El programa CLPS está siendo operado por la Dirección de Misiones Científicas de la Sede de la NASA, junto con las Direcciones de Misiones de Exploración Humana y Operaciones y Ciencia y Tecnología. La NASA espera que los contratistas proporcionen todas las actividades necesarias para integrar, acomodar, transportar y operar de manera segura las cargas útiles de la NASA, incluidos los vehículos de lanzamiento, vehículos espaciales de aterrizaje, sistemas de superficie lunar, vehículos de reentrada en la Tierra y recursos asociados.
Las tres compañías para participar en el programa fueron elegidas el 31 de mayo de 2019, con oportunidades de vuelos programadas para comenzar a mediados de 2020.

## Historia
La NASA ha estado planeando la exploración y el uso de los recursos naturales de la Luna durante muchos años. La NASA ha identificado una variedad de objetivos de exploración, ciencia y tecnología que podrían abordarse mediante el envío regular de instrumentos, experimentos y otras pequeñas cargas útiles a la Luna.
Cuando se canceló el estudio conceptual sobre el explorador Resource Prospector en abril de 2018, los funcionarios de la NASA explicaron que la exploración de la superficie lunar continuará en el futuro, pero utilizando los servicios de aterrizaje comercial en un nuevo programa CLPS. Más tarde, en abril, la NASA lanzó el programa Commercial Lunar Payload Services como el primer paso en la solicitud de vuelos a la Luna. En abril de 2018, CLPS emitió un borrador de solicitud de propuesta, y en septiembre de 2018 se emitió la solicitud de propuesta de CLPS. El texto de la solicitud formal y los contratistas seleccionados están aquí:
El 29 de noviembre de 2018, la NASA anunció las primeras nueve compañías que podrán licitar por contratos, que son entregas indefinidas, contratos de cantidad indefinida con un valor de contrato máximo combinado de US$ 2,6 mil millones durante los próximos 10 años. La primera solicitud formal se espera para el 2019.
En febrero de 2018, la NASA emitió una solicitud de Lunar Surface Instrument and Technology Payloads que podrían convertirse en clientes de CLPS. Las propuestas deben presentarse antes de noviembre de 2018 y el 17 de enero de 2019. La NASA planea realizar convocatorias anuales de propuestas.
El 31 de mayo de 2019, la NASA finalmente publicó una lista de compañías elegidas, con Astrobotic, de Pittsburgh, Pa., US$ 79,5 millones; Intuitive Machines, de Houston, Texas, US$ 77 millones; y OrbitBeyond, de Edison, N.J., US$ 97 millones; para lanzar sus lanzadores de la Luna.

## Visión general
Se espera que la naturaleza competitiva del programa CLPS reduzca el costo de la exploración lunar, acelere el retorno robótico a la Luna, el rendimiento de la muestra, la prospección de recursos y promueva la innovación y el crecimiento de las industrias comerciales relacionadas. El programa de desarrollo de la carga útil se llama Desarrollo y Avance de la Instrumentación Lunar (DALI), y los objetivos de la carga útil son exploración, utilización de recursos in situ (ISRU) y ciencia lunar. Se espera que los primeros instrumentos sean seleccionados para el verano de 2019, y las oportunidades de vuelo comienzan en 2021.
Se emitirán múltiples contratos, y la carga útil temprana probablemente será pequeña debido a la capacidad limitada de los lanzadores comerciales iniciales. Los primeros dispositivos de aterrizaje y exploradores serán demostradores de tecnología en hardware como el aterrizaje de precisión / evitación de peligros, generación de energía (solar y RTG), utilización de recursos in situ (ISRU), gestión de fluidos criogénicos, detección y operaciones autónomas, y aviónica avanzada, movilidad, Mecanismos, y materiales. Este programa requiere que solo los vehículos de lanzamiento de Estados Unidos puedan lanzar la nave espacial. La masa de los módulos de aterrizaje y exploradores puede variar desde una miniatura hasta 1000 kilogramos, con un aterrizador de 500 kilogramos destinado al lanzamiento en 2022.
La carta de presentación del borrador de la Solicitud de Propuesta establece que los contratos durarán hasta 10 años. A medida que surja la necesidad de la NASA de enviar cargas útiles a la superficie lunar (y a otros destinos cislunares), emitirá "órdenes de tarea" de precio fijo a la empresa por las que los contratistas principales aprobados pueden ofertar. Se emitirá un alcance de trabajo con cada orden de tarea. Las propuestas de CLPS se están evaluando según cinco estándares de accesibilidad técnica.
La NASA está asumiendo un costo de un millón de dólares por kilogramo entregado a la superficie lunar (ésta cifra puede ser revisada después de un aterrizaje lunar cuando los costos reales están disponibles).

## Compañías

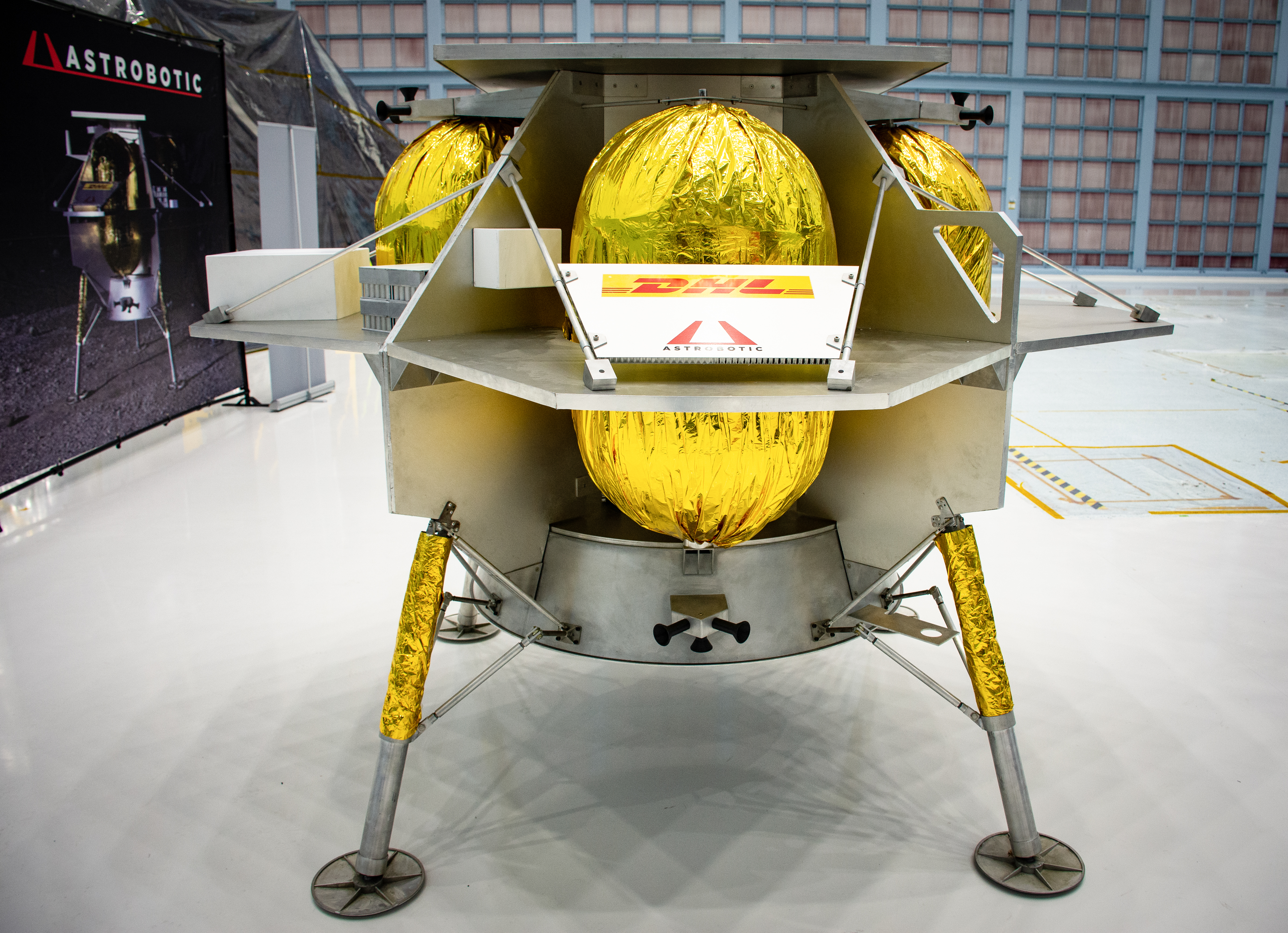
Aterrizador Peregrine de Astrobotic

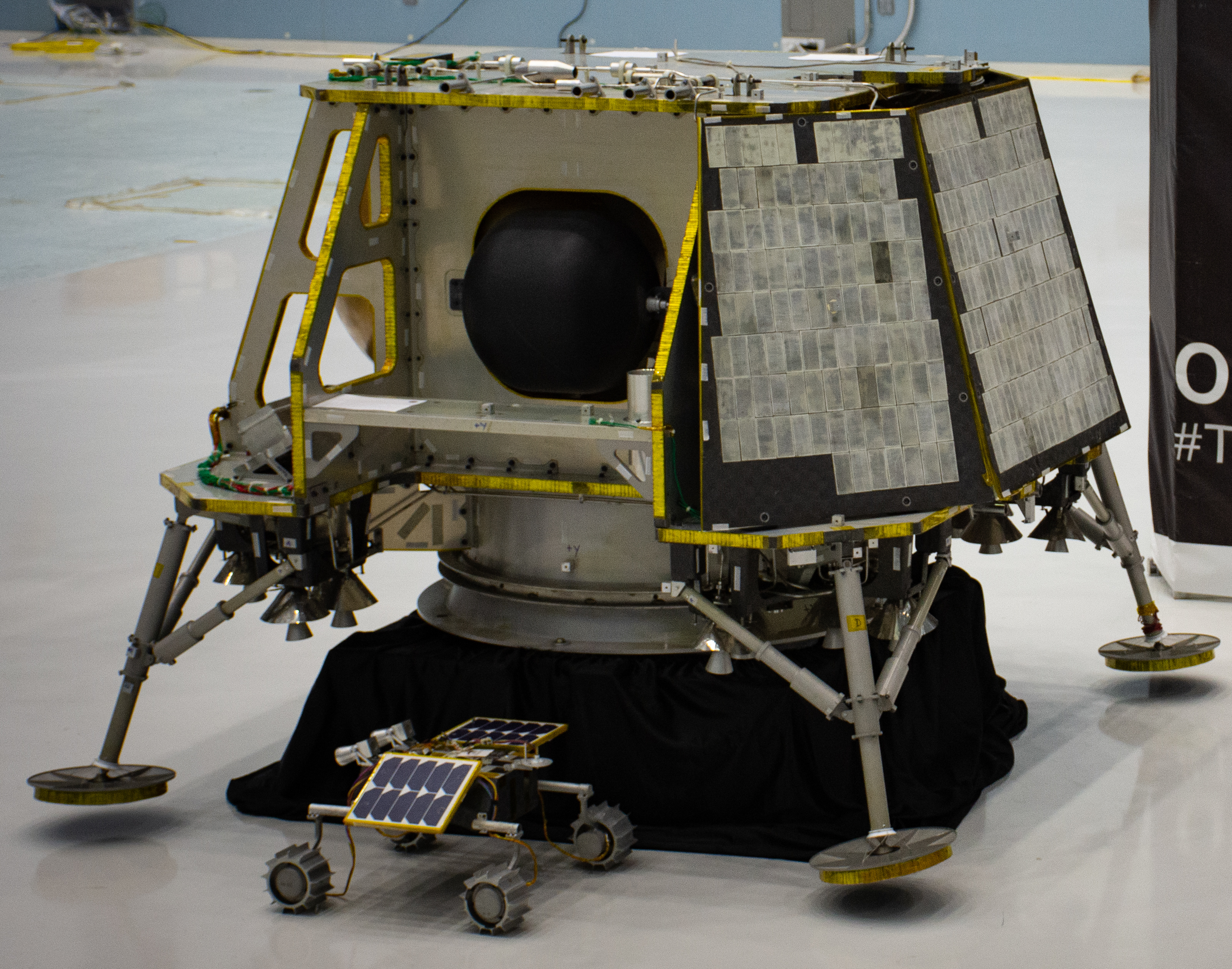
Aterrizador y explorador de OrbitBeyond

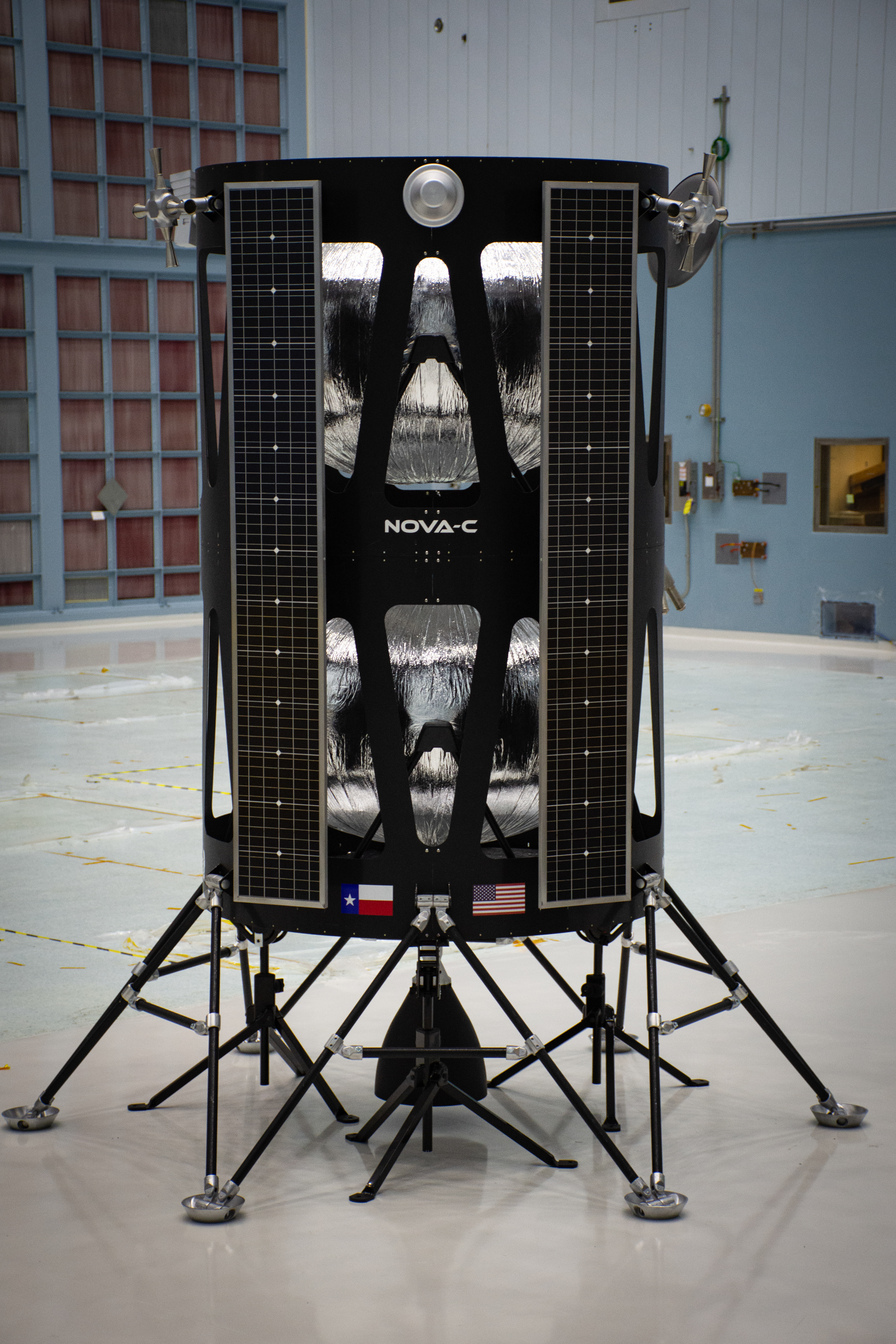
Aterrizador Nova-C de Intuitive Machines

Las compañías seleccionadas se consideran "contratistas principales" que pueden subcontratar proyectos a otras compañías de su elección. Las primeras empresas a las que se les otorgó el derecho a ofertar en contratos CLPS son:
El 31 de mayo de 2019 se eligieron tres de ellos: Astrobotic, Intuitive Machines y OrbitBeyond.
| Compañía              | Sede                     | Servicios propuestos                                      |
| --------------------- | ------------------------ | --------------------------------------------------------- |
| Astrobotic Technology | Pittsburgh, Pensilvania  | Aterrizador Peregrine                                     |
| Deep Space Systems    | Littleton, Colorado      | Explorador; servicios de diseño y desarrollo              |
| Draper Laboratory     | Cambridge, Massachusetts | Aterrizador Artemis-7                                     |
| Firefly Aerospace     | Cedar Park, Texas        | Lanzaderas espaciales Firefly Alpha y Firefly Beta        |
| Intuitive Machines    | Houston, Texas           | Nova-C aterrizador                                        |
| Lockheed Martin Space | Littleton, Colorado      | McCandless Lunar Lander                                   |
| Masten Space Systems  | Mojave, California       | Aterrizador XL-1                                          |
| Moon Express          | Cape Canaveral, Florida  | Aterrizadores MX-1, MX-2, MX-5, MX-9; retorno de muestras |
| OrbitBeyond           | Edison, New Jersey       | Aterrizadores Z-01 y Z-02                                 |

## Primera selección de carga útil
La carga útil de la ciencia se está desarrollando en las instalaciones de la NASA. Las convocatorias de cargas útiles están programadas para ser lanzadas cada año para oportunidades adicionales. Las primeras doce cargas útiles y experimentos de la NASA se anunciaron el 21 de febrero de 2019, y volará en misiones separadas. La NASA esperaba asignar la primera misión en mayo de 2019 antes de seleccionar la carga útil específica para ese vuelo. Esto se hizo realidad el 31 de mayo de 2019, cuando la NASA publicó la lista de compañías para participar en el programa. En una conferencia de prensa, el CEO de OrbitBeyond, Siba Padhi, dijo que el aterrizaje de la compañía estaría en la Luna el 27 de septiembre de 2020, lo que significaría un lanzamiento a mediados del próximo año.
- Espectrómetro de Transferencia de Energía Lineal (Linear Energy Transfer Spectrometer), para monitorear la radiación de la superficie lunar.
- Magnetómetro, para medir la superficie del campo magnético.
- Observaciones de radio de baja frecuencia desde la superficie lunar del lado cercano (Low-frequency Radio Observations from the Near Side Lunar Surface), un experimento de radio para medir la densidad de la densidad de la vaina fotoelectrónica cerca de la superficie.
- Un conjunto de tres instrumentos para recopilar datos durante la entrada, el descenso y el aterrizaje en la superficie lunar para ayudar a desarrollar futuros aterrizadores con tripulación.
- Cámaras Estéreo para Estudios de Superficie de Pluma-Lunar (Stereo Cameras for Lunar Plume-Surface Studies) es un conjunto de cámaras para controlar la interacción entre la pluma del motor de aterrizaje y la superficie lunar.
- Alteraciones de la Superficie y de la Exosfera por Aterrizadores (Surface and Exosphere Alterations by Lander), otro monitor de aterrizaje para estudiar los efectos de las naves espaciales en la exosfera lunar.
- El Lidar Doppler de Navegación para una Detección Precisa de Velocidad y Rango (Navigation Doppler Lidar for Precise Velocity and Range Sensing) es un instrumento lidar de velocidad y alcance diseñado para hacer que los aterrizajes lunares sean más precisos.
- El Sistema de Espectrómetro Volátil de Infrarrojo (Near-Infrared Volatile Spectrometer System) cercano es un espectrómetro de imágenes para analizar la composición de la superficie lunar.
- El sistema de espectrómetro de neutrones y las mediciones avanzadas de neutrones en la superficie lunar son un par de detectores de neutrones para cuantificar el hidrógeno y, por lo tanto, el agua cerca de la superficie.
- El Espectrómetro de masas Ion-Trap para Volátiles de Superficie Lunar (Neutron Spectrometer System and Advanced Neutron Measurements at the Lunar Surface), es un espectrómetro de masas para medir volátiles en la superficie y en la exosfera.
- Plataforma de Demostración de Células Solares para Habilitar el Poder de la Superficie Lunar a Largo Plazo (Solar Cell Demonstration Platform for Enabling Long-Term Lunar Surface Power), una matriz solar de próxima generación para misiones a largo plazo.
- Demostrador de Navegación Lunar Node 1 (Lunar Node 1 Navigation Demonstrator), una baliza de navegación para proporcionar geolocalización para orbitadores y naves de aterrizaje.